# 针子草
针子草（学名：Rhaphidospora vagabunda）是爵床科针子草属的植物。分布在越南以及中国大陆的云南等地，多生长在灌丛中、沟边、疏林下及密林潮湿处，目前尚未由人工引种栽培。